# アイオワ州出身の人物一覧
この一覧はアメリカ合衆国アイオワ州出身の著名人についての記事を姓の50音順に配列したものである。

## ア行
- マミー・アイゼンハワー - ファーストレディ
- ジェームズ・ヴァン・アレン - 物理学者
- キャップ・アンソン - 野球選手・監督 (アメリカ野球殿堂表彰者)
- ダジー・ヴァンス - 野球選手 (アメリカ野球殿堂表彰者)
- ウィリアム・A・ウィリアムズ - 歴史学者
- J.L.ウィルキンソン - 球団経営者 (アメリカ野球殿堂表彰者)
- メレディス・ウィルソン - 作曲家
- カーティス・ウィルバー - 政治家
- ジョン・ウェイン - 俳優
- カール・ヴァン・ヴェクテン - 作家・写真家
- オズワルド・ヴェブレン - 数学者
- ヘンリー・アガード・ウォーレス - 第33代アメリカ合衆国副大統領
- イライジャ・ウッド - 俳優
- グラント・ウッド - 画家
- ウェス・オーバーミューラー - 野球選手

## カ行
- アシュトン・カッチャー - 俳優
- ウォーレス・カロザース - 科学者
- マッキンレー・カンター - 作家
- ナイル・キニック - アメリカンフットボール選手
- フレッド・クラーク - 野球選手・監督 (アメリカ野球殿堂表彰者)
- ケイトリン・クラーク - プロバスケットボール選手
- エドヴィン・クレープス - 生化学者
- フランク・ゴッチ - プロレスラー
- コリィ・テイラー - 歌手（その他スリップノット在籍者）

## サ行
- マイケル・ジャクソン - バスケットボール選手
- マイク・ジョハンズ - 政治家
- チャールズ・E・シルバーマン - ジャーナリスト
- ジーン・セバーグ - 女優

## タ行
- ロバート・ダール - 政治学者
- レオナード・ユージーン・ディクソン - 数学者
- トマス・M・ディッシュ - SF作家
- デューイ（英語版） - 図書館の猫
- ミック・トムソン - ギタリスト

## ナ行
- アラン・E・ナース - SF作家
- ロドニー・ニコルズ - 野球選手
- ジョージ・ニッセン - トランポリン競技の創始者

## ハ行
- カーク・ハインリック - バスケットボール選手
- サラ・パレツキー - 作家
- ジョー・バロウ - アメリカンフットボール選手
- デイブ・バンクロフト - 野球選手・監督 (アメリカ野球殿堂表彰者)
- バッファロー・ビル - ガンマン
- アート・ファーマー - ミュージシャン
- ハーバート・フーヴァー - 第31代アメリカ合衆国大統領
- レッド・フェイバー - 野球選手 (アメリカ野球殿堂表彰者)
- ボブ・フェラー - 野球選手 (アメリカ野球殿堂表彰者)
- スタンリー・B・プルシナー - 医学博士
- フランク・J・フレッチャー - 軍人
- フランク・フライデイ・フレッチャー - 軍人
- リチャード・ベイマー - 俳優
- ブルース・C・ヘーゼン - 海洋学者・地質学者
- フレッド・ホイップル - 天文学者
- ララ・フリン・ボイル - 女優
- デビッド・ホステトラー - 野球選手
- カール・ポーラッド - 球団経営者
- トミー・ボーリン - ミュージシャン
- グラント・ボグダノフ - 総合格闘家

## マ行
- ノーマン・マクリーン - 作家
- ドン・マクロクリン - 俳優
- ケイト・マルグルー - 女優
- グレン・ミラー - ミュージシャン
- チャールズ・メリアム - 政治学者

## ラ行
- ロバート・ミリカン - 物理学者
- ウィリアム・ライカー - 政治学者
- ブランドン・ラウス - 俳優
- R・A・ラファティ - SF作家
- ウィリアム・リーヒ - 軍人
- ジョー・ルーツ - 野球選手・監督

## ワ行
- カート・ワーナー - アメリカンフットボール選手